# The Graveyard
The Graveyard (с англ. — «Кладбище») — компьютерная игра, разработанная бельгийской студией Tale of Tales. Выход игры состоялся 21 марта 2008 года.

## Описание
Игра представляет собой короткий интерактивный рассказ, в котором играющему отводится роль старушки, идущей по кладбищу. Оказавшись около скамейки, старушка присаживается, чтобы отдохнуть, и в этот момент становятся различимы звуки мелодии. Мелодия развивается, становится всё более громкой и тут вступает голос мужчины. Песня рассказывает о самой старушке, у которой не осталось ни одного близкого человека в живых и которая ждёт смерти как спасения. Когда песня стихает, старушка встаёт со скамейки и уходит. Игра заканчивается, когда старушка покидает кладбище.
Полная версия игры отличается от демонстрационной лишь тем, что старушка в любой момент может умереть.

## Оценки и отзывы
Редактор журнала WIRED Крис Колер похвалил старания разработчиков игры в создании «тщательно выстроенного эстетического восприятия». Несмотря на незамысловатый игровой процесс и сугубо повествовательный характер игры, сюжет который можно было бы воплотить в короткометражном фильме, по мнению критика, ограниченная интерактивность является важной составляющей, создающей более тесную связь с персонажем, благодаря которой авторам удаётся вызывать эмоциональный отклик у играющего.
В 2009 году на ежегодном Фестивале независимых игр IGF игра номинировалась на Премию Нуво (Инновация).
Игра упоминалась[как?] в 7-м выпуске программы «Без винта» на российском телеканале Gameland TV.[значимость факта?]